# 湯里インターチェンジ
湯里インターチェンジ（ゆさとインターチェンジ）は、島根県大田市温泉津町にある山陰自動車道（仁摩温泉津道路）のインターチェンジである。無料区間であり料金所は設置されていない。

## 歴史
- 2013年（平成25年）12月19日 : IC名称を仮称と同じ湯里ICに正式決定[2]。
- 2014年（平成26年）3月15日：当IC - 石見福光IC開通に伴い供用開始[3]。
- 2015年（平成27年）3月14日：仁摩・石見銀山IC - 湯里IC間開通[1]。

## 道路
- 山陰自動車道 (38番)

## 接続する道路
- 国道9号

## 周辺情報
- 湯里川
- 湯里駅 （JR山陰本線）

## 隣
山陰自動車道（仁摩温泉津道路）
(37)仁摩・石見銀山IC - (38)湯里IC - (39)温泉津IC